# Rosanna Davison

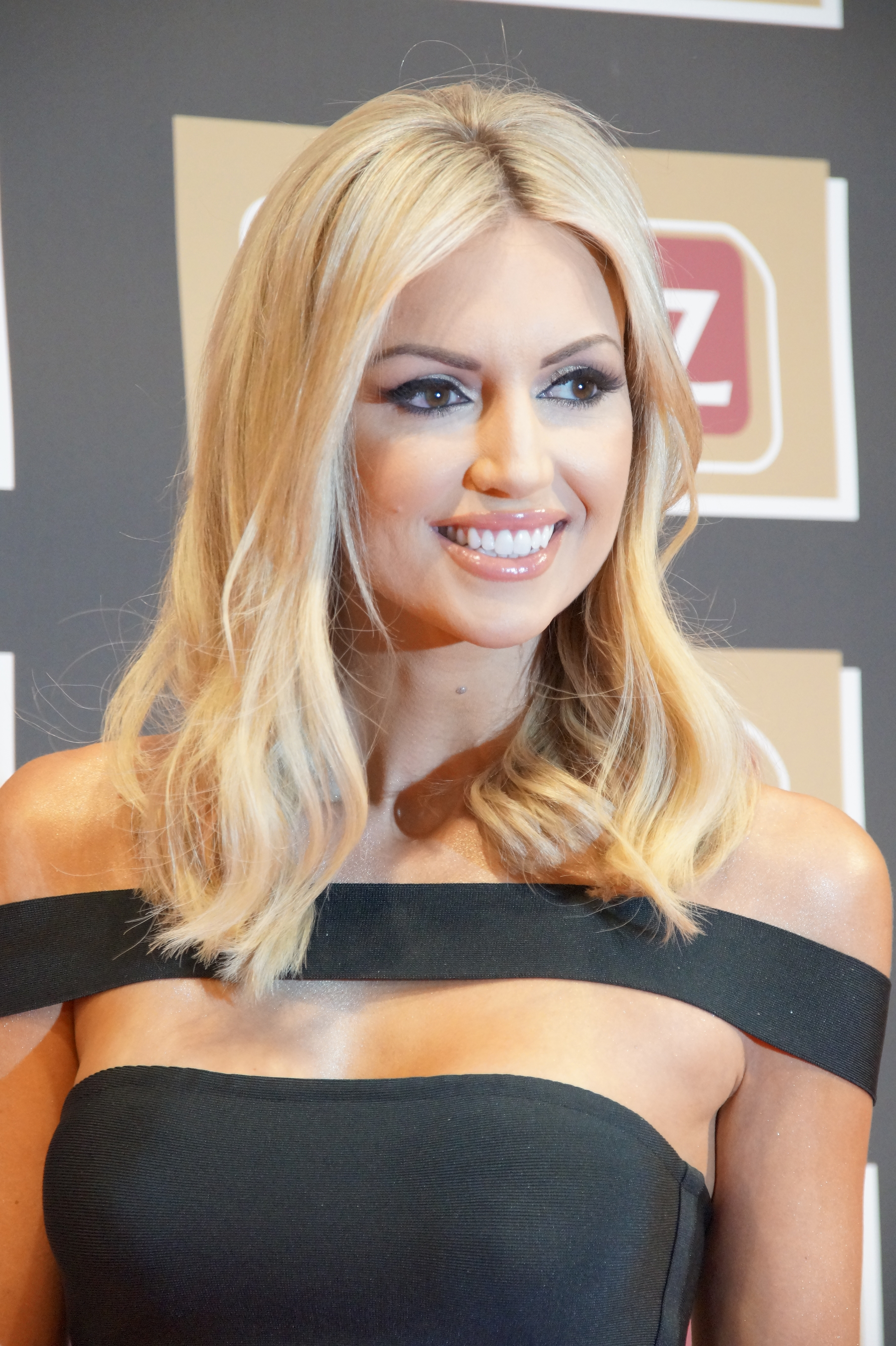
Davison in 2016

Rosanna Diane Davison (Dublin, 17 april 1984) is een Ierse schoonheidskoningin. In 2003 werd zij Miss World. Ze nam namens Ierland deel aan de wedstrijd. In hetzelfde jaar werd ze ook verkozen tot Miss Ireland en Miss World Europe.

## Biografie
Davison werd op 17 april 1984 geboren in Dublin. Zij is de dochter van Christopher J. Davison, beter bekend als de zanger Chris de Burgh. Zijn nummer 'For Rosanna' van het album 'Into the Light' uit 1986 schreef hij voor zijn dochter.
In 2003 werd ze door een talentscout benaderd om mee te doen aan een schoonheidsverkiezing. Ze nam deel, en werd een aantal maanden verkozen tot Miss Ireland.
In 2006 behaalde Davison een bachelor in sociologie en kunstgeschiedenis aan University College Dublin. Later behaalde ze een Master of Science in persoonlijke voeding aan de Middlesex University.
In oktober 2012 was ze de eerste Ierse vrouw die topless op de cover van de Playboy stond.

## Persoonlijk
In mei 2014 trouwde Davison met Wesley Quirke. Ze hebben samen drie kinderen.

## Trivia
- Davison is veganist.[1][4]

- Gemeinsame Normdatei: 1148344985
- International Standard Name Identifier: 0000 0004 3350 087X
- Library of Congress Control Number: nb2013020030
- Virtual International Authority File: 308180677
- WorldCat: E39PBJjtf7gfcYmcP8VjbrVwG3